# Радомир (име)
Вижте пояснителната страница за други значения на Радомир.
Радомир е българско мъжко име от славянски произход. Означава „който радва света“.